# Strofios (syn Krisosa)
Strofios – władca Fokidy, syn Krisosa, mąż Anaksibii, ojciec Pyladesa.
Na prośbę Elektry wychowywał jej brata, Orestesa.